# Мъгливите планини
Мъгливите планини, в митологичния свят на Толкин, е името на голямата планинска верига, която елфите наричали планината Хисаеглир (на синдарин - Hithaeglir). Тя се простирала в Средната земя — от Карн Дум на север до Метедрас над Исенгард на юг. Планината е разцепвана през средата си от река Келебрант.
Планината дава и началото на няколко реки:
- Бруниен
- Гландуин
- Ангрен
- Скрежноблик
- Сир Ниглор
- Нимродел

Под планината се намирало царството на джуджетата Мория. Също имало и мини изкопани от гоблините в които се криел Ам-гъл и там в тях Билбо Бегинс открил Единствения пръстен.